# Largus sculptilis
Largus sculptilis är en insektsart som beskrevs av Bliven 1959. Largus sculptilis ingår i släktet Largus och familjen Largidae. Inga underarter finns listade i Catalogue of Life.